# Semidirektes Produkt
In der Gruppentheorie, einem Teilgebiet der Mathematik, stellt das semidirekte Produkt (auch halbdirektes Produkt oder verschränktes Produkt) eine spezielle Methode dar, mit der aus zwei gegebenen Gruppen eine neue Gruppe konstruiert werden kann. Diese Konstruktion verallgemeinert das Konzept des direkten Produkts von Gruppen und ist selbst ein Spezialfall des Konzepts der Gruppenerweiterung zweier Gruppen.
Ist umgekehrt eine Gruppe mit zwei Untergruppen vorgegeben, so lässt sich an den Eigenschaften der letzteren erkennen, ob sie deren semidirektes Produkt ist.

## Äußeres semidirektes Produkt

### Definition
Gegeben seien zwei Gruppen {\displaystyle N} und {\displaystyle H}, sowie ein Homomorphismus {\displaystyle \theta \;\colon H\to \operatorname {Aut} (N)} der Gruppe {\displaystyle H} in die Gruppe der Automorphismen von {\displaystyle N.}
Das kartesische Produkt {\displaystyle G=N\times H} der Mengen {\displaystyle N} und {\displaystyle H} ist die Menge aller Paare {\displaystyle (n,h)} mit {\displaystyle n\in N} und {\displaystyle h\in H.} Es bildet mit der Verknüpfung {\displaystyle \diamond } der Paare
{\displaystyle (n_{1},h_{1})\diamond (n_{2},h_{2}):=(n_{1}\cdot \theta (h_{1})(n_{2}),h_{1}\cdot h_{2})}           (A)
eine Gruppe.
| Beweis |
| Die Ersetzungsregel {\displaystyle (n_{1},h_{1})\diamond (n_{3},h_{3})\to (n_{1}\cdot \theta (h_{1})(n_{3}),h_{1}\cdot h_{3})} schafft die rechte Komponente des ersten Operanden beim Ergebnis in die rechte Komponente sowie die linke Komponente des zweiten Operanden in die linke. In der Tat erfüllt die mit dieser Verknüpfung ausgestattete Menge {\displaystyle N\!\times \!H} die Gruppenaxiome. Mit {\displaystyle (n^{\prime },h^{\prime }):={\bigl (}\theta (h^{-1})(n^{-1}),h^{-1}{\bigr )}} ist das Inverse gefunden, denn {\displaystyle {\begin{array}{llrlll}&(n,&h)\diamond &&(n^{\prime },&h^{\prime })\\=&(n,&h)\diamond &{\bigl (}\theta (h^{-1})&(n^{-1}),&h^{-1}{\bigr )}\\=&{\bigl (}n\cdot &\theta (h){\bigl [}&\theta (h^{-1})&(n^{-1}){\bigr ]},h\cdot &h^{-1}{\bigr )}\\=&{\bigl (}n\cdot &{\bigl [}\theta (h)\circ &\theta (h^{-1}){\bigr ]}&(n^{-1}),&h\cdot h^{-1}{\bigr )}\\=&(n\cdot &\theta (1_{H})&&(n^{-1}),&1_{H})\\=&(n\cdot &\operatorname {id} _{\operatorname {Aut} (N)}&&(n^{-1}),&1_{H})\\=&(n\cdot &&&n^{-1},&1_{H})\\=&(1_{N},&&&&1_{H})\\\end{array}}} Das Assoziativgesetz ergibt sich wie folgt: {\displaystyle {\begin{array}{llrlrlr}&((n_{1},&h_{1})\diamond &(n_{2},&h_{2}))\diamond &(n_{3},&h_{3})\\=&(n_{1}\cdot &\theta (h_{1})&(n_{2}),h_{1}\cdot &h_{2})\diamond &(n_{3},&h_{3})\\=&(n_{1}\cdot &\theta (h_{1})&(n_{2})\cdot &\theta (h_{1}\cdot h_{2})&(n_{3}),h_{1}\cdot h_{2}\cdot &h_{3})\\=&(n_{1}\cdot &\theta (h_{1})&(n_{2})\cdot &\theta (h_{1})\circ \theta (h_{2})&(n_{3}),h_{1}\cdot &h_{2}\cdot h_{3})\\=&(n_{1}\cdot &\theta (h_{1})&(n_{2})\cdot &\theta (h_{1}){\bigl [}\theta (h_{2})&(n_{3}){\bigr ]},h_{1}\cdot &h_{2}\cdot h_{3})\\=&(n_{1}\cdot &\theta (h_{1})&{\bigl [}n_{2}\cdot &\theta (h_{2})&(n_{3}){\bigr ]},h_{1}\cdot &h_{2}\cdot h_{3})\\=&(n_{1},&h_{1})\diamond &(n_{2}\cdot &\theta (h_{2})&(n_{3}),h_{2}\cdot &h_{3})\\=&(n_{1},&h_{1})\diamond &((n_{2},&h_{2})\diamond &(n_{3},&h_{3}))\end{array}}} |

Diese Gruppe wird (externes) semidirektes Produkt von {\displaystyle N} und {\displaystyle H} (mittels {\displaystyle \theta }) genannt und als {\displaystyle N\rtimes _{\theta }H} notiert, da der (vermittelnde) Homomorphismus {\displaystyle \theta } die Struktur dieser Gruppe wesentlich mitbestimmt. Beispielsweise erhält man das direkte Produkt {\displaystyle N\times H,} wenn man {\displaystyle \theta } trivial wählt, also {\displaystyle \theta (h):=\operatorname {id} _{N}\in \operatorname {Aut} (N)} für alle {\displaystyle h\in H.}
Anders als beim direkten Produkt spielen in dieser Definition die beiden konstituierenden Faktoren unterschiedliche Rollen beim Aufbau des Produkts. Durch {\displaystyle \theta } operiert die Gruppe {\displaystyle H} auf {\displaystyle N,} nicht umgekehrt. Genauer: Die Regel (A) macht mit einem {\displaystyle \theta \;\colon H\to \operatorname {Aut} (N)} den Faktor {\displaystyle N} zum Normalteiler. Gibt es verschiedene Homomorphismen {\displaystyle \theta ,} dann sind bei gleichen Faktoren normalerweise die semidirekten Produkte verschieden (d. h. nicht isomorph).
Während beim direkten Produkt beim Vertauschen der Faktoren zwar nicht dieselbe, aber eine isomorphe Struktur entsteht, fehlt beim Vertauschen im semidirekten Produkt die Gruppenoperation von {\displaystyle N} auf {\displaystyle H.} Aus ähnlichen Gründen ist eine Erweiterung auf mehr als zwei Faktoren kaum sinnvoll und in der Literatur nicht üblich. Pointiert, wenn auch ungenau formuliert: Das semidirekte Produkt ist assoziativ, aber nicht kommutativ.

### Eigenschaften
1. Das direkte Produkt {\displaystyle N\times H}, das sich zu beliebigen Gruppen {\displaystyle N} und {\displaystyle H} konstruieren lässt, ist ein semidirektes Produkt mit trivialem {\displaystyle \theta .}
2. Ist aus zwei beliebigen Gruppen {\displaystyle N} und {\displaystyle H} und einem {\displaystyle \theta \;\colon H\to \operatorname {Aut} (N)} das äußere semidirekte Produkt {\displaystyle G:=N\rtimes _{\theta }H} gebildet worden, dann enthält die Gruppe {\displaystyle G} mit {\displaystyle N^{\prime }:=N\times \{1_{H}\}} einen zu {\displaystyle N} isomorphen Normalteiler und mit {\displaystyle H^{\prime }:=\{1_{N}\}\times H} eine zu {\displaystyle H} isomorphe Untergruppe und kann als inneres semidirektes Produkt von {\displaystyle N^{\prime }} und {\displaystyle H^{\prime }} aufgefasst werden.
3. Die Gruppe {\displaystyle N\rtimes _{\theta }H} ist genau dann abelsch, wenn {\displaystyle N} und {\displaystyle H} abelsch sind und {\displaystyle \theta } trivial ist.

## Inneres semidirektes Produkt
Gegeben sei eine Gruppe {\displaystyle G}, ein Normalteiler {\displaystyle N\vartriangleleft G} und eine Untergruppe {\displaystyle H<G,}
dann sind die folgenden Bedingungen äquivalent:
- {\displaystyle G} ist das Komplexprodukt {\displaystyle G=NH}, und die Untergruppen haben trivialen Durchschnitt {\displaystyle N\cap H=\{1_{G}\}.}
- Zu jedem {\displaystyle g\in G} gibt es eindeutige {\displaystyle n\in N} und {\displaystyle h\in H} mit {\displaystyle g=nh.}
- Zu jedem {\displaystyle g\in G} gibt es eindeutige {\displaystyle n\in N} und {\displaystyle h\in H} mit {\displaystyle g=hn.}
- Es gibt einen Homomorphismus {\displaystyle G\to H}, der {\displaystyle H} elementweise fixiert und dessen Kern {\displaystyle N} ist.
- Die Hintereinanderausführung {\displaystyle v\circ r} der Einbettung {\displaystyle r\;\colon H\to G} und der kanonischen Abbildung {\displaystyle v\;\colon G\to G/N} ist ein Isomorphismus {\displaystyle H\cong G/N.}

### Definition
Ist eine dieser Bedingungen erfüllt, dann ist {\displaystyle G} das (interne) semidirekte Produkt von {\displaystyle N} und {\displaystyle H,} in Zeichen
{\displaystyle N\!\rtimes \!H.}
Die Komponenten {\displaystyle N} und {\displaystyle H} spielen unterschiedliche Rollen und sind im Allgemeinen nicht vertauschbar. Der Normalteiler steht immer auf der offenen Seite des Zeichens {\displaystyle \rtimes ,} meist wird er zuerst notiert.

### Zerfallende kurze exakte Sequenz (Splitting-Lemma)
Die letzten beiden der obigen Bedingungen sind andere Formulierungen des Zerfällungs-Lemmas:
- Eine Gruppe {\displaystyle G} ist genau dann isomorph zum semidirekten Produkt zweier Gruppen {\displaystyle N} und {\displaystyle H}, wenn es eine kurze exakte Sequenz gibt

{\displaystyle 1\longrightarrow N\,{\xrightarrow {\ u\ }}\,G\,{\xrightarrow {\ v\ }}\,H\longrightarrow 1}
sowie einen Homomorphismus {\displaystyle r\;\colon H\to G}, so dass {\displaystyle v\circ r=\operatorname {id} _{H}} die Identität auf {\displaystyle H} ist. Man sagt: die exakte Sequenz zerfällt oder {\displaystyle G} zerfällt in der kurzen exakten Sequenz oder {\displaystyle G} zerfällt über {\displaystyle N.}
Der das semidirekte Produkt {\displaystyle N\!\rtimes _{\theta }\!H} vermittelnde Homomorphismus {\displaystyle \theta \;\colon H\to \operatorname {Aut} (N)} ist
{\displaystyle \theta (h)(n)=u^{-1}\left(r(h)\cdot u(n)\cdot r{\bigl (}h^{-1}{\bigr )}\right).}
Wegen der Normalteilereigenschaft von {\displaystyle u(N)} ist {\displaystyle n^{\prime }:=g\cdot u(n)\cdot g^{-1}\in u(N)} für alle {\displaystyle g\in G,} so dass {\displaystyle u^{-1}(n^{\prime })} stets definiert ist.
Das Lemma ist ein Kriterium für Semidirektheit sowohl im internen wie im externen Fall, bei dem {\displaystyle N} und {\displaystyle H} nicht Untergruppen sind.

## Beispiele
- In der Liste kleiner Gruppen ist als nicht-kommutative Gruppe der Ordnung 16 das semidirekte Produkt {\displaystyle C_{4}\rtimes C_{4}} ohne Angabe eines vermittelnden Homomorphismus {\displaystyle \theta } aufgeführt. Nun besteht die Automorphismengruppe {\displaystyle \operatorname {Aut} (C_{4})={\bigl \{}a\mapsto \alpha a\,{\big |}\,\alpha \in \{1,3\}{\bigr \}}} aus 2 Elementen, die den primen Restklassen in {\displaystyle C_{4}} entsprechen. Das triviale {\displaystyle \theta (a)=1^{a}} mit {\displaystyle a\in \{0,1,2,3\}} vermittelt als semidirektes Produkt die kommutative Gruppe {\displaystyle C_{4}\times C_{4}.} Das nicht-kommutative semidirekte Produkt wird von {\displaystyle \theta (a)=3^{a}} vermittelt. Es bestehen dann folgende Formeln, wobei alle Angaben in {\displaystyle \mathbb {Z} /4\mathbb {Z} ,} d. h. modulo 4, zu verstehen sind:

{\displaystyle (a,b)\diamond (c,d)=(a+3^{b}c,b+d),\qquad a,b,c,d\in \{0,1,2,3\}}
{\displaystyle (0,0)}   ist das neutrale Element.
{\displaystyle (a,b)^{-1}=(-3^{b}a,-b),\qquad a,b\in \{0,1,2,3\}}.
Insbesondere ist {\displaystyle (a,1)\diamond (b,1)=(a+3b,2)}, woran man erkennt, dass die Gruppe nicht kommutativ ist.
- Es gibt 4 (nicht-isomorphe) Gruppen, die semidirektes Produkt der zyklischen Gruppen {\displaystyle C_{8}=\mathbb {Z} /8\mathbb {Z} } und {\displaystyle C_{2}=\mathbb {Z} /2\mathbb {Z} } sind. Diese semidirekten Produkte entsprechen den 4 Automorphismen des Restklassenrings {\displaystyle \mathbb {Z} /8\mathbb {Z} }, die wiederum den primen Restklassen {\displaystyle 1,3,5,7\in (\mathbb {Z} /8\mathbb {Z} )^{\times }} entsprechen.

1. Das direkte Produkt {\displaystyle C_{8}\times C_{2}} {\displaystyle (\alpha =1)}
2. Die Quasi-Diedergruppe der Ordnung 16 {\displaystyle (\alpha =3)}
3. Die nicht-hamiltonsche, nichtabelsche Gruppe der Ordnung 16 (engl. Iwasawa-Gruppe) {\displaystyle (\alpha =5)}
4. Die Diedergruppe der Ordnung 16 {\displaystyle (\alpha =7)}

- Die Einheitengruppe {\displaystyle Q_{24}:=\left\{\xi \in H\mid \|\xi \|=1\right\}} der Hurwitzquaternionen {\displaystyle H} ist semidirektes Produkt {\displaystyle {\mathsf {Q}}_{8}\rtimes Q_{3}} der nicht-kommutativen Quaternionengruppe {\displaystyle {\mathsf {Q}}_{8}:=\left\{\pm 1,\pm \mathrm {i} ,\pm \mathrm {j} ,\pm \mathrm {k} \right\}} und der zyklischen Gruppe {\displaystyle Q_{3}:=\{1,\varepsilon ^{2},\varepsilon ^{4}\}} mit {\displaystyle \varepsilon :={\tfrac {1}{2}}(1+\mathrm {i} +\mathrm {j} +\mathrm {k} ).}

- Die Gruppe der Automorphismen {\displaystyle \operatorname {Aut} ({\mathfrak {g}})} einer komplexen oder reellen einfachen Lie-Algebra {\displaystyle {\mathfrak {g}}} ist das semidirekte Produkt der Gruppe der inneren Automorphismen {\displaystyle \operatorname {Inn} ({\mathfrak {g}})=\operatorname {Aut} ({\mathfrak {g}})_{0}} mit der Gruppe der „äußeren Automorphismen“ {\displaystyle \operatorname {Out} ({\mathfrak {g}})=\operatorname {Aut} ({\mathfrak {g}})/\operatorname {Aut} ({\mathfrak {g}})_{0}}, das heißt die folgende kurze exakte Sequenz zerfällt: {\displaystyle 1\rightarrow \operatorname {Aut} ({\mathfrak {g}})_{0}\rightarrow \operatorname {Aut} ({\mathfrak {g}})\rightarrow \operatorname {Aut} ({\mathfrak {g}})/\operatorname {Aut} ({\mathfrak {g}})_{0}\rightarrow 1}.[1]

### Theorie endlicher Gruppen
- Die Diedergruppe {\displaystyle D_{n}}, also die Symmetriegruppe eines ebenen regelmäßigen {\displaystyle n}-Ecks, ist isomorph zum semidirekten Produkt der zyklischen Drehsymmetriegruppe {\displaystyle N\cong C_{n}} (die durch eine zyklische Vertauschung der Ecken des Vielecks beschrieben werden kann) mit einer zweielementigen zyklischen Gruppe {\displaystyle H=\langle \sigma \rangle \cong C_{2}}. Das Element {\displaystyle \sigma } operiert dabei durch

{\displaystyle \theta (\sigma )\colon \quad N\to N;\quad g\mapsto g^{-1}}
auf {\displaystyle N}, d. h. die Konjugation mit σ entspricht der Inversenbildung in {\displaystyle N}. Das Element {\displaystyle \sigma } kann als Spiegelung des Vielecks an einer seiner Symmetrieachsen aufgefasst werden.
- Für {\displaystyle n>1} ist die Symmetrische Gruppe {\displaystyle S_{n}} isomorph zu einem semidirekten Produkt ihres Normalteilers {\displaystyle N=A_{n}} (der alternierenden Gruppe) und einer zweielementigen zyklischen Gruppe {\displaystyle H=\langle \tau _{(jk)}\rangle \cong C_{2}}. Das Element {\displaystyle \tau =\tau _{(jk)}} operiert auf {\displaystyle N}, indem in der Permutationsdarstellung von {\displaystyle \alpha \in N=A_{n}} die Zahlen {\displaystyle j} und {\displaystyle k} vertauscht werden ({\displaystyle 1\leq j<k\leq n}). Als inneres semidirektes Produkt aufgefasst: Für {\displaystyle n>1} ist die Symmetrische Gruppe {\displaystyle S_{n}} ein semidirektes Produkt ihres Normalteiler {\displaystyle A_{n}} mit ihrer durch eine beliebige Transposition {\displaystyle \tau \in S_{n}} erzeugten Untergruppe {\displaystyle \langle \tau \rangle }.
- Der Satz von Schur-Zassenhaus ist ein Kriterium, wann man eine endliche Gruppe als ein semidirektes Produkt schreiben kann.

### Der Holomorph einer Gruppe
Verwendet man speziell den Homomorphismus {\displaystyle \theta :=\operatorname {id} _{\operatorname {Aut} (G)}:\operatorname {Aut} (G)\rightarrow \operatorname {Aut} (G)} als vermittelnden, so erhält man als semidirektes Produkt {\displaystyle G\rtimes _{\theta }\operatorname {Aut} (G)} den Holomorph von {\displaystyle G.}

### Anwendungsbeispiele in Transformationsgruppen
Wichtige Beispiele semidirekter Produkte sind:

#### Euklidische Gruppe
Ein Beispiel ist die euklidische Gruppe {\displaystyle \operatorname {E} (n)=\mathbb {R} ^{n}\rtimes \operatorname {O} (n)}. Jede orthogonale Matrix {\displaystyle R\in \operatorname {O} (n)} beschreibt einen Automorphismus im Raum der Translationen {\displaystyle T\in \mathbb {R} ^{n}} durch
{\displaystyle {\begin{aligned}\theta (R):\;&\mathbb {R} ^{n}\to &\mathbb {R} ^{n}\\&T\mapsto &R\cdot T\,.\end{aligned}}}
Eine Bewegung {\displaystyle (T,R)\in \operatorname {E} (n)} operiert auf Punkten {\displaystyle p\in \mathbb {R} ^{n}} durch {\displaystyle (T,R)[p]:=T+R\cdot p}
und es gilt
{\displaystyle (T_{1},R_{1})[(T_{2},R_{2})[p]]=T_{1}+R_{1}(T_{2}+R_{2}p)=(T_{1}+R_{1}\cdot T_{2},R_{1}\cdot R_{2})[p]}.
Somit gilt für Produkte in {\displaystyle \operatorname {E} (n)}:
{\displaystyle (T_{1},R_{1})\diamond (T_{2},R_{2})=(T_{1}+\theta (R_{1})[T_{2}],R_{1}\cdot R_{2})} .
Dieses Produkt ist nicht abelsch, denn es gilt für {\displaystyle R\neq \mathbf {1} } und {\displaystyle T\neq \mathbf {0} }:
{\displaystyle {\begin{aligned}&(T,\mathbf {1} )\diamond (\mathbf {0} ,R)=&(T,R)\\\neq \;&(\mathbf {0} ,R)\diamond (T,\mathbf {1} )=&(RT,R)\end{aligned}}}

#### Poincaré-Gruppe
Die Poincaré-Gruppe ist das semidirekte Produkt der Gruppe der Translationen {\displaystyle N=\mathbb {R} ^{3+1}} und der Gruppe der Lorentztransformationen {\displaystyle H=O(3,1)}. Das Element {\displaystyle T_{a}} aus {\displaystyle N} bezeichne eine Verschiebung mit dem Vektor {\displaystyle a\in \mathbb {R} ^{3+1}}. Der Homomorphismus {\displaystyle \theta } ist dann durch {\displaystyle \theta (L)(T_{a})=T_{La}} für jede Lorentztransformation {\displaystyle L} und jeden Vektor {\displaystyle a} gegeben. Die Poincaré-Gruppe ist besonders wichtig für die spezielle Relativitätstheorie, wo sie als Invarianzgruppe auftaucht.